# Fièvre par morsure de rat
 Mise en garde médicale
La fièvre par morsure de rat est une zoonose due à Streptobacillus moniliformis transmise à l'homme par des morsures ou des égratignures de rats.
Le sodoku est une variante due à Spirillum minus.

## Synonymes
Cette maladie est également connue sous d'autres appellations  : 
- en anglais : rat-bite fever ;
- synonymes : érythème arthritique épidémique ; fièvre d'Haverhill ; fièvre due à la morsure de rat, fièvre par morsure de rat à Streptobacillus moniliformis ; fièvre streptobacillaire ; sokosho ; streptobacillose.

### Transmission
La streptobacillose ou fièvre de Haverhill est transmise par contact direct avec les sécrétions buccales, nasales et oculaires, ainsi que par morsure du rat contaminé. Il peut également y avoir transmission indirecte par consommation d'aliments et d'eau contaminés par des déjections. Le risque d'infection après morsure est d'environ 10 %.

### Symptômes
En cas de morsure la plaie guérit sans complications. Le temps d'incubation est de 3 à 21 jours; à la fin de cette période, on observe souvent l'apparition subite de fièvre avec céphalées, frissons et vomissements. L'un des principaux symptômes est une inflammation articulaire aigüe (arthrite) qui peut durer plusieurs mois. On a parfois une inflammation du pharynx ainsi que des taches cutanées de couleur rouge dues à l'infiltration de sang sous la peau (pétéchies) au niveau de la paume des mains, de la plante des pieds et des membres. La forme sévère de la maladie peut provoquer une endocardite fatale (inflammation de la membrane interne du cœur), une péricardite et une ténosynovite (inflammation de la gaine synoviale).

### Diagnostic
On procède à un isolement du germe dans le sang (hémoculture) ou dans le liquide synovial. Cependant ces techniques sont difficiles à mettre en œuvre du fait de la difficulté de culture de  Streptobacillus moniliformis. C'est pourquoi on préfère faire un diagnostic sérologique à partir du 10e jour ou encore un test d'hémagglutination sur lame. D'autres techniques comme un test ELISA (enzyme-linked immunosorbent assay) ou IFA (indirect immunofluorescence assay) peuvent être utilisés pour l'identification de cette bactérie chez les animaux de laboratoire mais ils ne sont pas disponibles pour le diagnostic chez l'homme. La streptobacillose est donc une maladie difficile à diagnostiquer, dont le nombre de cas est  probablement sous-estimé. 

### Traitement
L'antibiothérapie donne d'excellents résultats, elle consiste en un traitement à la pénicilline G pendant 10 à 14 jours, que l'on renforce parfois de streptomycine pour détruire les formes L résistantes.

### Épidémiologie
Streptobacillus moniliformis est une bactérie présente sur l'ensemble du globe et qui infecte différentes espèces allant du rat à l'homme en passant par la souris, le cochon d'Inde ou le primate. Les différentes souches de S. moniliformis ont été analysées par une technique de SDS-PAGE ne mettant en évidence aucune différence notable entre elles.
Plusieurs épisodes infectieux ont été constatés lors desquels S. moniliformis a pu être identifié, notamment :
- 1925 : 400 personnes contaminées à Chester (USA) par de l'eau ou des aliments souillés par des déjections de rats.
- 1926 : 86 personnes contaminées à Haverhill (USA) par des produits laitiers souillés.
- 1983 : 304 personnes contaminées aux abords de l'école Chelmsford (Angleterre) par de l'eau souillée.